# Vladimir Beara
Pour les articles homonymes, voir Beara.
Vladimir Beara (né le 2 novembre 1928 à Zelovo, près de Sinj dans le Royaume des Serbes, Croates et Slovènes et mort le 11 août 2014) est un footballeur yougoslave de nationalité croate. En Yougoslavie et encore aujourd’hui dans les ex république yougoslave, la nationalité était distingue de la citoyenneté.

## Biographie
Surnommé « Big Vlad » après un match héroïque contre l'Angleterre à Highbury, il est considéré comme le meilleur gardien de but de l'histoire de l'équipe de Yougoslavie.

## Palmarès

### En club
Hajduk Split
- Champion de Yougoslavie en 1950, 1952 et 1955.

 Étoile rouge de Belgrade
- Champion de Yougoslavie en 1956, 1957, 1959 et 1960.
- Vainqueur de la Coupe de Yougoslavie en 1958 et 1959.

### En sélection
- 59 sélections en équipe de Yougoslavie entre 1950 et 1959[3] (gardien yougoslave le plus capé de tous les temps)
- Médaille d'argent aux Jeux olympiques d'Helsinki en 1952.
- 3 participations à une phase finale de coupe du monde en 1950, 1954 et 1958.